# Montégut-Arros
Montégut-Arros är en kommun i departementet Gers i regionen Occitanien i sydvästra Frankrike. Kommunen ligger i kantonen Miélan som tillhör arrondissementet Mirande. År 2022 hade Montégut-Arros 279 invånare.

## Befolkningsutveckling
Antalet invånare i kommunen Montégut-Arros
Referens:INSEE